# Mojkowo (powiat kętrzyński)
Mojkowo (niem. Annahof) – osada w Polsce położona w województwie warmińsko-mazurskim, w powiecie kętrzyńskim, w gminie Reszel, w sołectwie Klewno. Osada znajduje się w historycznym regionie Warmia.
Od 1863 r. miejscowość nosiła nazwę Annahof, która wzięła swoją nazwę od Pałacyku który do dzisiejszego dnia stoi. Była to wówczas osada usytuowana między Klewnem a Ramtami. Po oddaniu Prus Wschodnich Polsce na mocy konferencji w Poczdamie, Annahof zmieniono nazwę na obecną – Mojkowo. W latach 1975–1998 miejscowość administracyjnie należała do województwa olsztyńskiego. Przed wojną w Mojkowie prowadzona była hodowla Koni, przeznaczone dla wojsk Niemieckich(Nazistowskich) na parady wojskowe, a także gospodarstwo rolne co mogłoby się dzisiaj mienić bardzo nowoczesnym ekologicznym gospodarstwem. Ostatni Niemiecki właściciel został rozstrzelany i zakopany w ogrodzie przez wojska radzieckie za posiadanie broni palnej. Obecnie Mojkowo zamieszkują rezydenci bloku postawionego dla pracowników PGR-u, oraz przez obecnych właścicieli Pałacyku, którzy przeprowadzają jego rewitalizację. Przez tereny dawnego ogrodu Pałacyku przebiega droga, i pomimo zapisania terenów jako zabytkowy zespół Parkowo-Pałacowy, gmina nie zmienia biegu drogi.
Wskazówka – występuje również wariant nazewniczy Annowo